# Henry Swift Upson

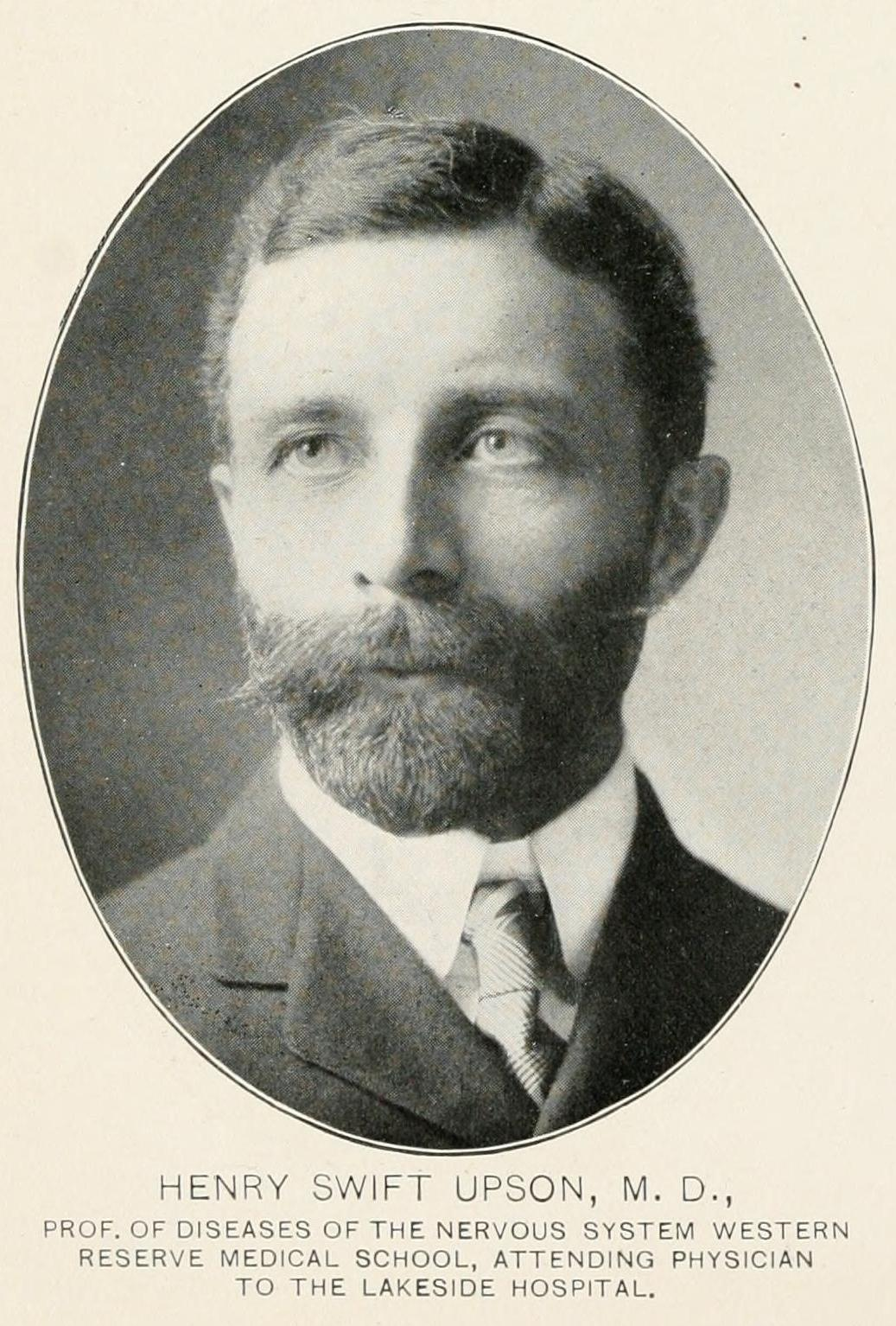
Henry S. Upson

Henry Swift Upson (ur. 22 grudnia 1859 w Akron, zm. 23 kwietnia 1913 w Rzymie) – amerykański lekarz neurolog, profesor chorób nerwowych na Western Reserve University. Był zwolennikiem autointoksykacyjnej teorii chorób psychicznych.

## Życiorys
Syn polityka i sędziego Williama H. Upsona (1823-1910) i Julii Ford Upson. Edukację odebrał w szkołach publicznych w rodzinnym Akron i w Western Reserve College w Cleveland, na którym w 1880 roku otrzymał tytuł bakałarza (B.A.). Następnie studiował medycynę w College of Physicians and Surgeons w Nowym Jorku, otrzymując w 1884 roku tytuł M.D.. Przez pewien czas praktykował w Roosevelt Hospital w Nowym Jorku, po czym wyjechał do Europy uzupełniać swoje studia medyczne. Za granicą spędził dwa lata, zwiedzał w tym czasie głównie niemieckie kliniki. Po powrocie do Stanów Zjednoczonych osiadł w Cleveland. Praktykował jako attending physician w Lakeside Hospital (od 1890 do 1911), był lekarzem konsultującym w St. Alexis Hospital. Od 1893 pełnił obowiązki profesora chorób nerwowych na Western Reserve University, w 1895 został oficjalnie mianowany profesorem; na katedrze pozostał do 1912 roku.
W 1896 wspólnie z Percym Maxwellem Foshayem założył „Cleveland Journal of Medicine” i był jego redaktorem przez sześć lat. Należał do American Medical Association, American Neurological Association, Phi Beta Kappa.
8 listopada 1905 roku ożenił się z Mary Louisą Palmer, córką Williama Palmera i Louisy (Stark) Southworth. Małżeństwo było bezdzietne.
Był wątłego zdrowia, w ostatnich latach życia spędzał zimy we Włoszech. Zmarł w Rzymie w wieku 54 lat.

## Dorobek naukowy
Był autorem ponad 20 prac. Pierwsze jego artykuły dotyczyły metod barwienia stosowanych w neurohistologii: z użyciem soli złota i karminu. Opublikował kilka opisów przypadków. Od około 1895 roku zajmował się etiologią chorób psychicznych; był zwolennikiem teorii autointoksykacyjnej, w myśl której przyczyną zaburzeń umysłowych jest niestrawność lub próchnica zębów. W oparciu o zebrany przez siebie materiał kliniczny dowodził, że schorzenia zębów (np. zatrzymanie zębów trzonowych) mogą odpowiadać za objawy neurastenii, dementia praecox czy opóźnienia umysłowego. Podobne poglądy głosili także Lewis Bruce i Frank Billings, a w późniejszych latach Bayard Taylor Holmes i Henry Andrews Cotton.
Po jego śmierci staraniem wdowy i przyjaciół zmarłego utworzono Henry S. Upson Foundation, stawiającą sobie na cel dalsze badania nad związkiem schorzeń dentystycznych i chorób umysłowych. Pierwszym przewodniczącym został dentysta Edward C. Kirk.

## Wybrane prace
- On Gold Chloride As A Staining Agent for Nerve Tissues. Journal of Nervous & Mental Disease 15, ss. 685-689 (1888)
- Brachial Paralyses. Cleveland Medical Gazette 3 (4), ss. 127-134 (1888)
- Die Karminfärbung für Nervengewebe. Neurologisches Centralblatt 7 (11), ss. 319-320 (1888)
- On A Case of Multiple Neuritis and Cerebro-Spinal Meningitis. Journal of Nervous & Mental Disease 14, ss. 351-355 (1889)
- A Case of Syringomyelia. Transactions of the Ohio State Medical Society ss. 99-106 (1889)
- Carmine staining for nervous tissues. American Monthly Microscopical Journal 10, s. 66 (1889)
- On Two Cases of Muscular Dystrophy. New York Medical Journal 52, ss. 202-204 (1890)
- A Case of Paralysis Following Grippe. Cleveland Medical Gazette 6, ss. 410-413 (1890/91)
- California for the Consumptive. Cleveland Medical Gazette 7, ss. 367-373 (1891)
- On Certain Forms of Tremor. Medical News 58, ss. 435-439 (1891)
- Report on Progress in Neurology. Cleveland Medical Gazette 8, ss. 552-558 (1892/93)
- Cerebral syphilis. Western Reserve Medical Journal 3, ss. 15-19 (1894/95)
- Contracture Following Fracture at the Elbow-Joint. International Clinics: A Quarterly of Clinical Lectures 5 (2), ss. 160-165 (1895)
- The Spleen as a Bactericide. Dietetic and Hygienic Gazette 11, ss. 296-297 (1895)
- Nerve Disturbance From Indigestion. Journal of Nervous & Mental Disease 21 (12) (1896)
- Intestinal indigestion in its clinical aspects. New York Medical Journal 65, ss. 824-827 (1897)
- A Case of Tumor of the Oblongata. Annals of Ophthalmology 6, ss. 136-138 (1897)
- The Medical Treatment of Epilepsy. Cleveland Medical Gazette 13, ss. 707-711 (1897)
- Hydrophobia, with Report of Three Cases. Cleveland Journal of Medicine 6, ss. 522-530 (1901)
- Nephritis and the nervous system. Cleveland Medical Gazette 16, ss. 321-325 (1900/1901)
- Psychoses of Influenza. Cleveland Journal of Medicine 6, ss. 369-373 (1901)
- Thiosinamin in Joint Affections. American Medicine 3, ss. 152-154 (1902)
- Emotions as Symptoms. American Medicine 6, ss. 228-229 (1903)
- The Reflexes in the Diagnosis of Nerve Lesions, Due to Trauma. American Medicine 8, s. 1127 (1904)
- Maniac-depressive insanity and visceral disease. Journal Of the American Medical Association 47 (21), ss. 1719-1722. (1906)
- Nervous Dìsorders Due to the Teeth. A Preliminary Report. Cleveland Journal of Medicine 6, s. 458 (1907)
- Insomnia and Nerve Strain. New York & London: G. P. Putnam's sons, 1908 142 ss., 4 pl.
- Dementia præcox caused by dental impaction. Monthly Cyclopaedia and Medical Bulletin 2, ss. 648-651 (1909)
- Painless Dental Disease as a Cause of Neurasthenia and Insanity. Cleveland Journal of Medicine 8, ss. 447-458 (1909)
- The Distribution of Sulphur Compounds in Brain Tissue. Proceedings of the Society for Experimental Biology and Medicine 7, s. 5 (1909/1910)
- Painless Dental Disease as a Cause of Neurasthenia and Insanity. Dental Summary 29, ss. 673-686 (1909)
- Insanity Caused by Painless Dental Disease. Dental Cosmos (1910)
- Dental Irritation as a Cause of Mental Aberration and Defect in Childhood. Review of Neurology and Psychiatry 8, ss. 457-462, 1 pl. (1910)
- Moral Aberration due to Physical Irritants. Psychological Clinic 4, ss. 149-154 (1910/1911)
- Dental disease as it affects the mind. Monthly Cyclopaedia and Medical Bulletin 5, ss. 129-141 (1912)